# Englische Cricket-Nationalmannschaft in Neuseeland in der Saison 2017/18
Die Tour der englischen Cricket-Nationalmannschaft nach Neuseeland in der Saison 2017/18 fand vom 25. Februar bis zum 3. April 2018 statt. Die internationale Cricket-Tour war Bestandteil der Internationalen Cricket-Saison 2017/18 und umfasste zwei Tests und fünf ODIs. England gewann die ODI-Serie 3–2, Neuseeland die Test-Serie 1–0.

## Vorgeschichte
Beide Mannschaften bestritten zuvor ein Drei-Nationen-Turnier zusammen mit Australien in Australien und Neuseeland. Während England in der Vorrunde Ausschied unterlag Neuseeland erst im Finale gegen Australien. Bei den direkten Aufeinandertreffen konnten beide Mannschaften jeweils ein Spiel gewinnen. Das letzte Aufeinandertreffen bei einer Tour zwischen den beiden Mannschaften fand in der Saison 2015 in England statt.

## Stadien
Die folgenden Stadien wurden für die Tour als Austragungsort vorgesehen und wurden am 1. August 2017 bekanntgegeben.
| Stadion                     | Stadt           | Kapazität | Spiele          |
| --------------------------- | --------------- | --------- | --------------- |
| Eden Park                   | Auckland        | 50.000    | 1. Test         |
| Hagley Oval                 | Christchurch    | 20.000    | 2. Test, 5. ODI |
| University Oval             | Dunedin         | 6.000     | 4. ODI          |
| Seddon Park                 | Hamilton        | 10.000    | 1. ODI          |
| Bay Oval                    | Mount Maunganui | 10.000    | 2. ODI          |
| Wellington Regional Stadium | Wellington      | 34.500    | 3. ODI          |

## Kaderlisten
England benannte seinen Test-Kader am 11. Januar 2018.
Neuseeland benannte seinen Test-Kader am 14. März 2018.
| Test | Test | ODI | ODI |
| Neuseeland | England | Neuseeland | England |
| --- | --- | --- | --- |
| - Kane Williamson (K) - Todd Astle - Trent Boult - Colin de Grandhomme - Martin Guptill - Matt Henry - Tom Latham - Henry Nicholls - Jeet Raval - Ish Sodhi - Tim Southee - Ross Taylos - Neil Wagner - BJ Watling (wk) | - Joe Root (K) - James Anderson (VK) - Moeen Ali - Jonny Bairstow (wk) - Stuart Broad - Alastair Cook - Mason Crane - Ben Foakes - Jack Leach - Liam Livingstone - Dawid Malan - Craig Overton - Ben Stokes - Mark Stoneman - James Vince - Chris Woakes - Mark Wood | - Kane Williamson (K) - Todd Astle - Trent Boult - Mark Chapman - Lockie Ferguson - Colin de Grandhomme - Martin Guptill - Matt Henry - Tom Latham (wk) - Colin Munro - Henry Nicholls - Mitchell Santner - Ish Sodhi - Tim Southee - Ross Taylos | - Eoin Morgan (K) - Moeen Ali - Jonny Bairstow - Sam Billings (wk) - Jos Buttler (wk) - Tom Curran - Alex Hales - Craig Overton - Liam Plunkett - Adil Rashid - Joe Root - Jason Roy - Ben Stokes - David Willey - Chris Woakes - Mark Wood |

## One-Day Internationals

### Erstes ODI in Hamilton
| 25. Februar Scorecard | Hamilton | England 284-8 (50)               | – | Neuseeland 287-7 (49.2) |
|                       |          | Neuseeland gewinnt mit 3 Wickets |   |                         |

### Zweites ODI in Mount Maunganui
| 28. Februar Scorecard | Mount Maunganui | Neuseeland 223 (49.4)         | – | England 225-4 (37.5) |
|                       |                 | England gewinnt mit 6 Wickets |   |                      |

### Drittes ODI in Wellington
| 3. März Scorecard | Wellington (WRS) | England 234 (50)           | – | Neuseeland 230-8 (50) |
|                   |                  | England gewinnt mit 4 Runs |   |                       |

### Viertes ODI in Dunedin
| 7. März Scorecard | Dunedin | England 335-9 (50)               | – | Neuseeland 339-5 (49.3) |
|                   |         | Neuseeland gewinnt mit 5 Wickets |   |                         |

### Fünftes ODI in Christchurch
| 10. März Scorecard | Christchurch | Neuseeland 223 (49.5)         | – | England 229-3 (32.4) |
|                    |              | England gewinnt mit 7 Wickets |   |                      |

## Tests

### Erster Test in Auckland
| 22. – 26. März Scorecard | Auckland | England 58 (20.4) & 320 (126.1)                  | – | Neuseeland 427-8d (141) |
|                          |          | Neuseeland gewinnt mit einem Innings und 49 Runs |   |                         |

### Zweiter Test in Christchurch
| 30. März – 3. April Scorecard | Christchurch | England 307 (96.5) & 352-9d (106.4) | – | Neuseeland 278 (93.3) & 256-8 (124.4) |
|                               |              | Remis                               |   |                                       |